# 华蓥乡
华蓥乡（華鎣公社），是中華人民共和國四川省鄰水縣曾经下辖的一个乡。

## 沿革[2]
- 1953年8月25日，華鎣鄉人民政府成立，隸屬第四區(罈同區)公所領導。1956年1月16日，華鎣鄉人民政府改稱華鎣鄉人民委員會。1958年9月22日，華鎣鄉人委改稱華鎣人民公社。1966年5月「文革」開始後，華鎣人民公社工作受到干擾。1967年3月，由公社武裝幹部和群眾代表主持成立了華鎣人民公社生產辦公室，負責公社日常工作。

2019年12月，撤销华蓥乡，将所属行政区域划归坛同镇管辖。

## 行政区划
华蓥乡撤销前下辖以下地区：
作坊沟村、石门坎村、凉桥村和镰刀湾村。